# Карибу (горы)
Карибу (англ. Cariboo Mountains) — горный хребет в Британской Колумбии, Канада, часть хребта Колумбия, располагающегося и на территории Канады, и на территории США (вплоть до города Спокан, штат Вашингтон) и включающего в себя помимо Карибу хребты Селкиркс, Монаши и Перселл. Горы Карибу полностью находятся в пределах Канады и имеют площадь 7700 км² и протяженность (с юго-востока на северо-запад) 245 км (в ширину порядка 90 км).

## Физико-географическая характеристика
Восточный склон хребта обращён к Траншейной долине Скалистых гор, по которой проходит верхняя часть русла реки Фрейзер (включая Большой Каньон реки Фрейзер, который не следует путать с Каньоном реки Фрейзер, который находится неподалёку от Ванкувера). Западный склон упирается в плато Карибу, граница между ними проходит через местность, известную как нагорье Уэснел. На северо-западе от гор, на другом берегу реки Уиллоу находится плато Нечако, на котором располагается город Принс-Джордж. Нагорье Клиауотер отделяет хребет от реки Норт-Томпсон, берущей своё начало именно в горах Карибу.
В некоторых атласах горы Карибу и плато Карибу (на котором также выделяются небольшие хребты Марбл и Клиа) объединяются в единое плато, однако размеры и степень расчлененности свидетельствуют о правильности иного подхода. В составе гор Карибу выделяют хребты Палмер и Мовдиш.

## Реки
В отличие от остальных трёх хребтов гор Колумбия, Карибу не имеет контакта с рекой Колумбия или её притоками, однако частично входит в бассейн реки Фрейзер (в том числе приток Фрейзер река Норт-Томпсон и её приток Каноэ на восточных склонах хребта).

## Высочайшие точки
Наиболее возвышенные участки хребта — так называемые горы Премьер, одиннадцать из которых названы в честь канадских премьер-министров, одна — в честь британского и одна — в честь премьера Британской Колумбии. Высочайшей точкой хребта Премьер является гора Сэра Уилфрида Лорье (3516 м). Высочайшей точкой вне гор Премьер является гора Куанстром (3038 м).

## Охраняемые территории
Большая часть гор Карибу входит в состав Провинциального парка Уэлс Грей, который является одним из старейших в Британской Колумбии. Также краевые части хребта находятся на территории Провинциального парка Боурон Лейк, который весьма популярен среди любителей сплавов на каноэ. Наконец, существует и собственно Провинциальный парк Горы Карибу, который располагается между двумя предыдущими.